# Cymbiodyta leechi
Cymbiodyta leechi är en skalbaggsart som beskrevs av Miller 1964. Cymbiodyta leechi ingår i släktet Cymbiodyta och familjen palpbaggar. Inga underarter finns listade i Catalogue of Life.